# مقاطعة وينكلر (تكساس)
مقاطعة وينكلر (بالإنجليزية: Winkler  County)‏ هي إحدى المقاطعات في ولاية تكساس، الولايات المتحدة الأمريكية.